# Modisimus guatuso
Modisimus guatuso är en spindelart som beskrevs av Huber 1998. Modisimus guatuso ingår i släktet Modisimus och familjen dallerspindlar. Inga underarter finns listade i Catalogue of Life.